# Amblyopetalum coccineum
Amblyopetalum coccineum är en oleanderväxtart som först beskrevs av August Heinrich Rudolf Grisebach, och fick sitt nu gällande namn av Gustaf Oskar Andersson Malme. Amblyopetalum coccineum ingår i släktet Amblyopetalum och familjen oleanderväxter. Inga underarter finns listade i Catalogue of Life.